# Centropogon grandidentatus
Centropogon grandidentatus là loài thực vật có hoa trong họ Hoa chuông. Loài này được (Schltdl.) Zahlbr. mô tả khoa học đầu tiên năm 1891.